# Hase
De Hase is een bijna 170 km lange rivier in noordwest Duitsland.

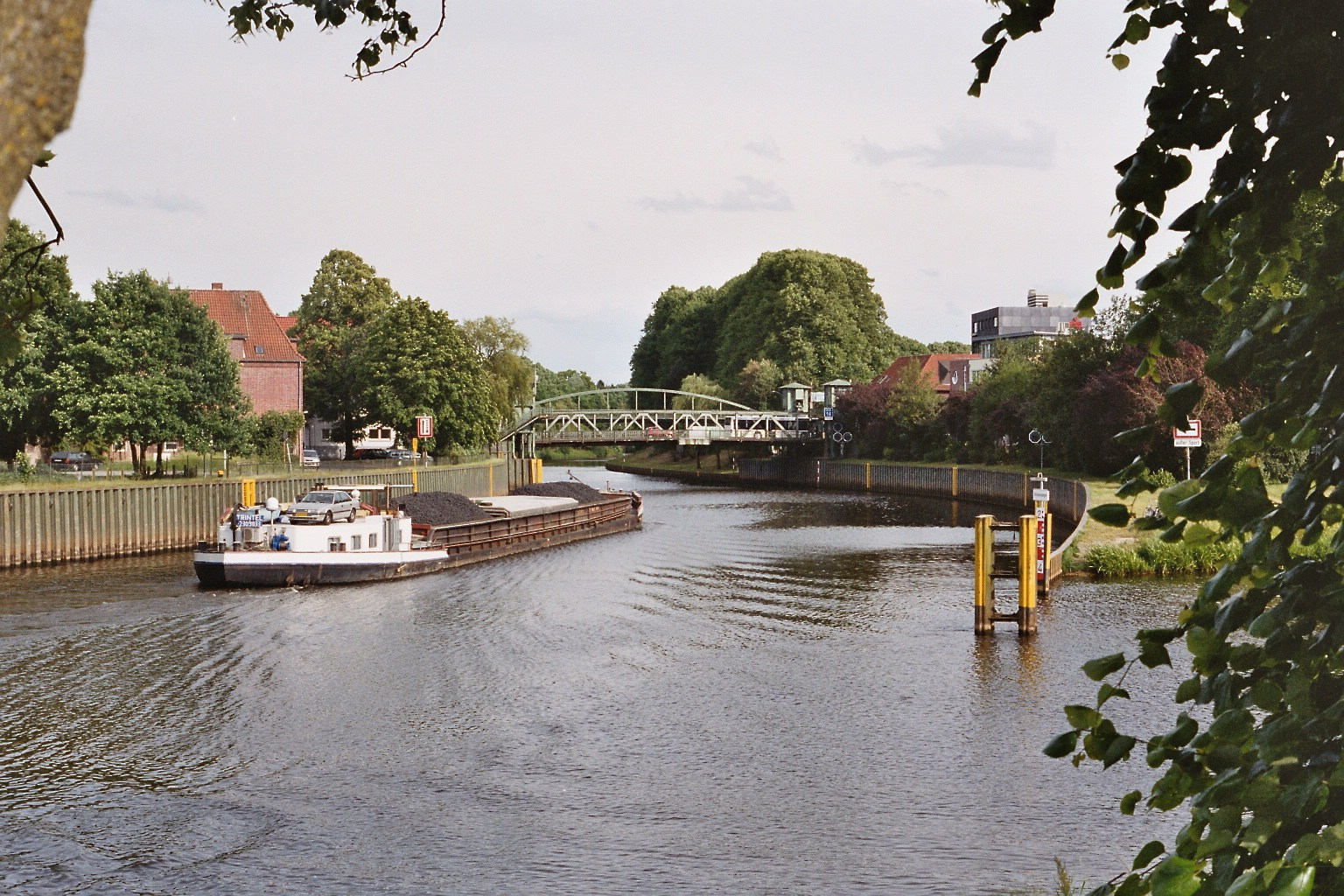
Hefbrug over de Hase in Meppen
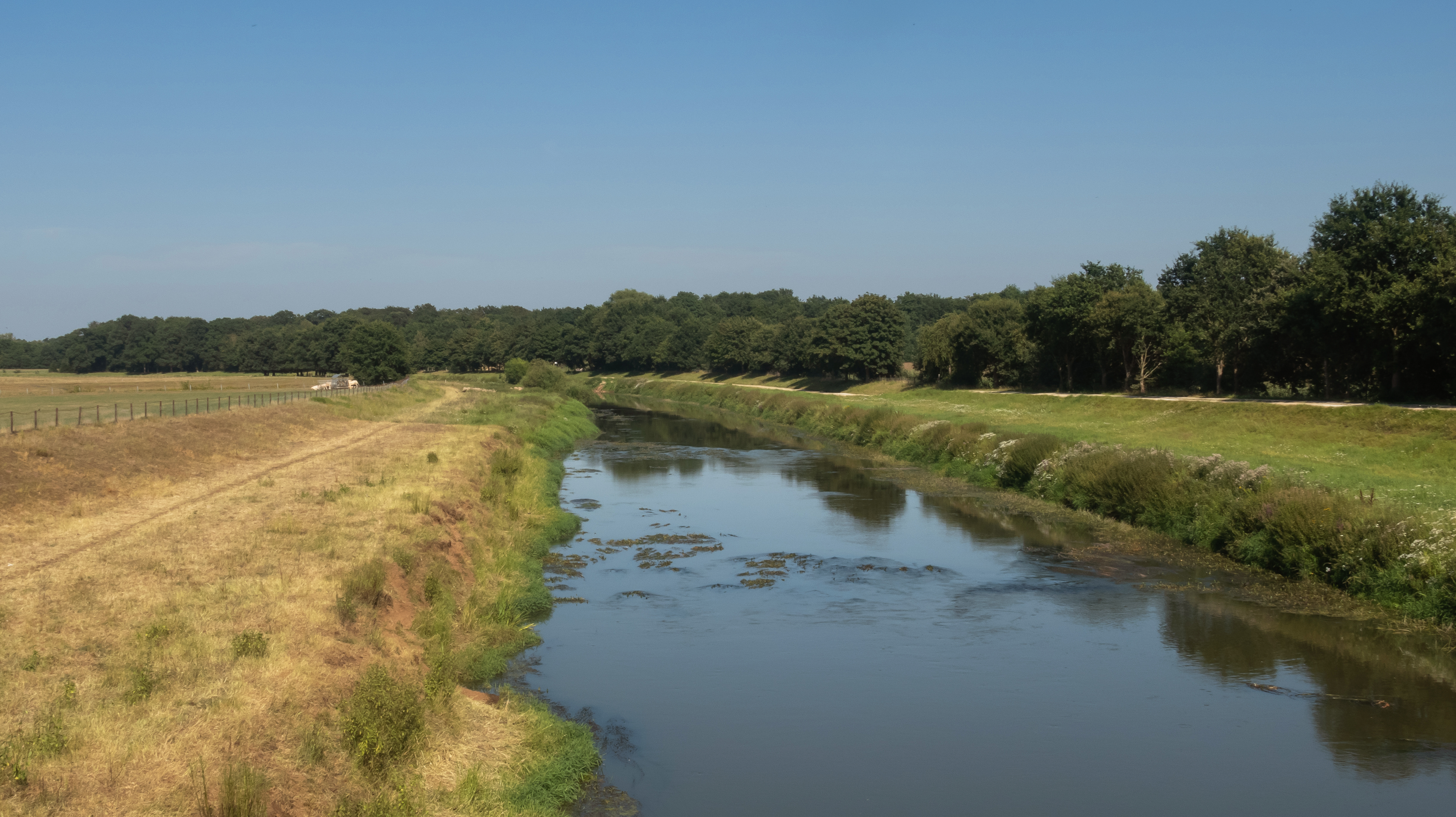
De Hase tussen Haselünne en Dohren
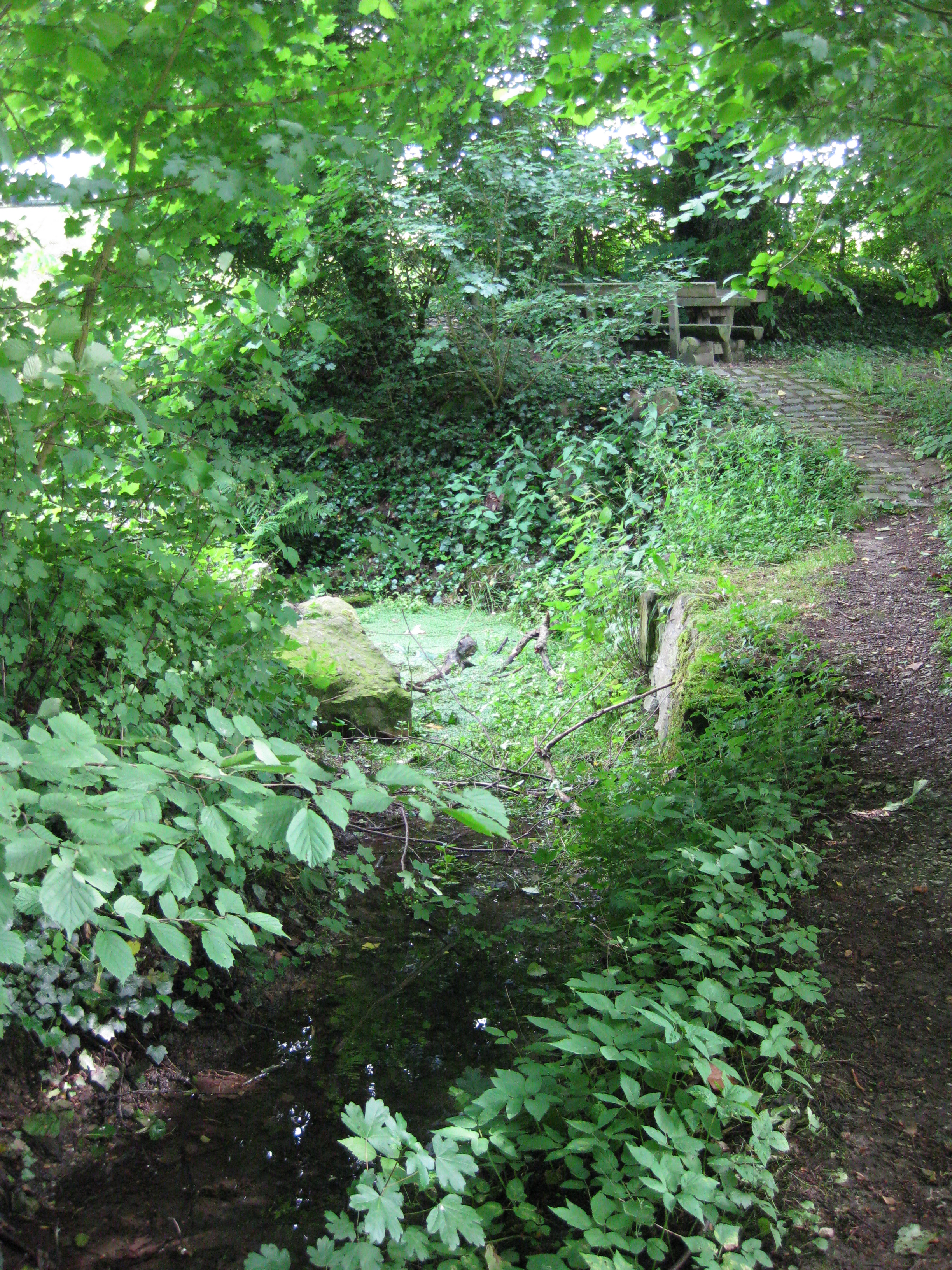
Bron van de Hase bij de heuvel Hankenüll, gemeente Melle
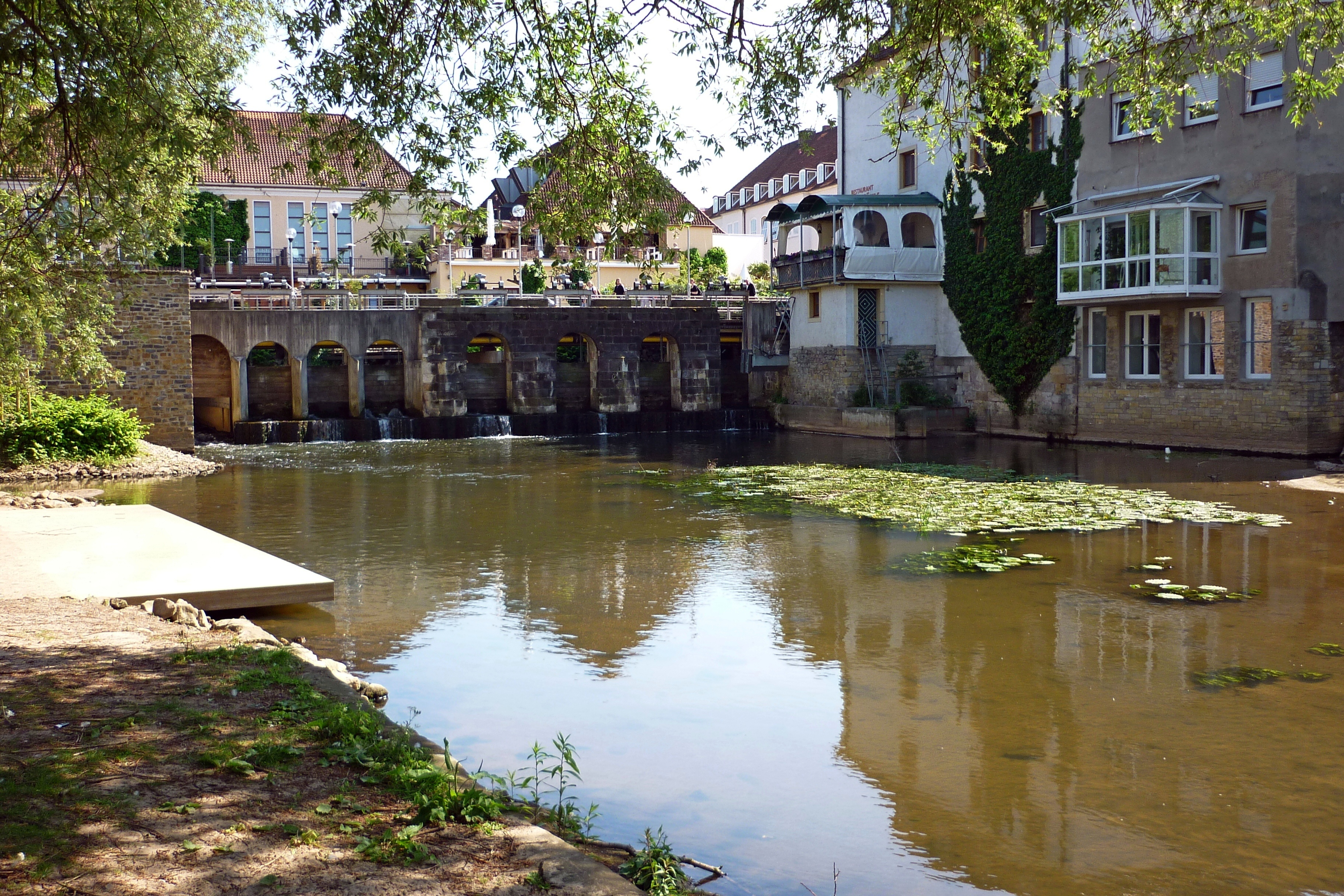

De naam van de rivier Hase is volgens de meeste geleerden afgeleid van een oud Germaans woord voor grauw, grijs. De Hase behoort dus, evenals de Elbe tot de rivieren, die naar hun kleur genoemd zijn. De Hase ontspringt in het Teutoburger Woud en stroomt door Nedersaksen, o.a. door de Samtgemeinde Artland, waar hij een binnendelta met tientallen vertakkingen vormt, om uiteindelijk bij Meppen in de Eems uit te monden.
De Slag bij de Hase (ook wel Grote Slag bij de Hase), het laatste verzet van de Saksen onder Widukind tegen het Frankische Rijk van Karel de Grote, vond nazomer 783 nabij het huidige Osnabrück plaats. Langs de Hase is een aantal historische steden ontstaan, waaronder het genoemde Osnabrück, Melle, Meppen en Bramsche. Bij Melle ligt een bifurcatie. Bij Alfhausen is vanaf 1971 de Alfsee aangelegd als hoogwaterbekken voor de Hase. 
De Hase heeft geen grote zijrivieren of -beken. De bij Haselünne in de Hase stromende Mittelradde is met 39 km nog de langste van haar zijbeken. 
Bij Bokeloh zijn in het begin van de jaren negentig van de twintigste eeuw bevers die afkomstig waren van de Elbe uitgezet. In 2001 leefden er rond de Hase meer dan 50 exemplaren.